# フリードリヒ・エルンスト・ドルン
フリードリヒ・エルンスト・ドルン（Friedrich Ernst Dorn、1848年7月27日 - 1916年12月16日）は、ドイツの物理学者。放射性物質（後にラドンと命名される）がラジウムから放出されるのを最初に発見した。

## 経歴
プロイセン州（現在のポーランド・ヴァルミア）のGuttstadt (Dobre Miasto)出身。ザクセン州のハレで亡くなる。ケーニヒスベルクで教育を受け、大学まで学んだ。1885年、ハレ大学でAnton Oberbeckより理論物理学のpersonal ordinarius教授の地位を継いだ。ドルンはすでにordinarius教授ではあったので、降格されたとは思われないようにその肩書きを名乗ることを許可された。1895年、Hermann Knoblauchからハレの実験物理学のordinarius教授および物理学研究所の所長を引き継いだ。ドルンの前職は私講師であり、理論物理学のextraordinarius教授として呼ばれていたカール・シュミットに引き受けられた。
1900年、アーネスト・ラザフォードによるトリウムの初期のいくつかの研究を繰り返し、また、拡張した実験を記した論文を発表した。放射性物質がトリウムから放出されたというラザフォードの観測を確認し、ラジウムからも同様の放出が起こることを発見した。ラザフォードとソディの追加の研究により、トリウムとラジウムの両方から同じ放出が起こり、それが気体であり新たな元素であることが示された。
ドルンはラジウムからの放射性気体の産出を単に「エマネーション」("emanation")と呼んだが、1904年にラザフォードは同じ物質に対して「ラジウムエマネーション」("radium emanation") という名称を導入した。ラムゼーは後に「輝き」を意味するラテン語の単語"nitens"から"niton"という名称を提案した。1923年、この名称は再び国際的な科学者団体によりラドンに変更された。
MarshallとMarshallはラドン発見に至る原著論文を検討した。彼らの研究は完全な待遇と広範囲の参考文献にために調べられるべきである。彼らはラドン発見の名誉をあずかるのはラザフォードであると結論付けた。彼が初めて放射性同位体（トリウム）から放出される元素を検出し、初めてラドンの気体の性質を実証したからである。ラザフォードはラドンの原子量、スペクトル、周期表の位置に関して、自身のラドンに関する研究と他の研究者による研究を統合させた最初の人物でもある。